# Kazuki Saitō
Kazuki Saitō (jap. 齊藤 和樹 Saitō Kazuki; ur. 21 listopada 1988) – japoński piłkarz występujący na pozycji napastnika. Obecnie występuje w Júbilo Iwata.

## Kariera klubowa
Od 2011 roku występował w klubach Roasso Kumamoto i Júbilo Iwata.